# スクールスタードリーム!
『スクールスタードリーム!』は、主にKADOKAWAを中心として展開されていたメディアミックスプロジェクト。ゲーム開発の総指揮は、キミキスやフォトカノを手がけた杉山イチロウが行っていた。
ゲームは当初リズムゲームとしてリリースされたが、10ヶ月の長期間メンテを経た後、運営が移管され、アイドル応援ゲームとして再リリースされた。

## ストーリー
小中高一貫校の『星之宮学園』を舞台としている。プレイヤーは一生徒となり、マネージャーとして、アイドルコースの生徒の成長を見守りながら応援するストーリーとなっている。

## 歴史
- 2015年12月 - KADOKAWAにより、リズムゲーム『スクールスタードリーム!』のAndroid版がリリースされる
- 2016年3月 - iOS版配信前に長期メンテナンスへと突入[5]
- 2017年1月 - 長期メンテナンス継続のまま、運営がBBB (HarvesT)に移管され[6]、リニューアル版としてアイドル応援ゲームの『スクールスタードリーム～カミオシ！～』がリリースされる[7]
- 2017年4月 - サービス終了の告知がなされる[8]
- 2017年6月13日 - サービス終了

## ゲーム
- スクールスタードリーム! (KADOKAWA、2015年-2016年)
- スクールスタードリーム～カミオシ！～ (HarvesT、2017年)

## 漫画
- スクールスタードリーム! チェンジ!! (原田靖生、月刊コンプエース、2016年)
- スクールスタードリーム! Sparkle Stars☆ (カズヲダイスケ、電撃マオウ、2016年)

## Webラジオ
『スタドリ　れでぃ？　おー！』は、2015年12月19日から2016年1月26日迄、音泉にて隔週火曜に配信されたWebラジオ。第三回の配信後に第四回が延期、そのままゲームのシステムの変更、運営もとの変更を経てサービスが終了したため、事実上第三回が最終回でもある。パーソナリティーは和氣あず未(毬川紅美 役)、ブリドカットセーラ恵美(藤村楠 役)、近藤玲奈(結祈静 役)、田辺留依(九十九琴海 役)、日岡なつみ(冬木唯花 役)、芳野由奈(御子沢艶野役)から、三名ずつのローテーションとなっている。